# Henri Alain Liogier
Henri Alain Liogier (ou Irmão Alain) (1916 - ) é um botânico, educador e religioso francês, radicado atualmente no Texas.

## Biografia
Em 1940 concluiu seu bacharelato em Artes e Ciências, e em 1945 seu doutorado em ciências na Universidade de Havana, em Cuba. Atuou como professor de biologia e de botânica em diferentes universidades dos EUA e na República Dominicana. Além disso é um entusiasta coletor de plantas obtendo mais de 45.000 espécimens em Cuba, espanhola e Porto Rico.
Na República Dominicana, onde se especializou na flora cubana, porto riquenha e  Dominicana. Foi pesquisador associado do New York Botanical Garden, da Universidade de Harvard e do Smithsonian Institute de Washington, DC. Se retirou da Universidade de Porto Rico em 1995. 
O religioso e botânico francês Irmão León iniciou aos 70 anos a sua mais importante obra,  "Flora de Cuba", sendo o primeiro tomo publicado em 1946. Porém, com problemas de visão e doenças da idade não pode continuar esta obra, porém publica o segundo tomo em 1951 com a colaboração de Alain. Em 1955 falece, e Alain continua trabalhando sobre os seus apontamentos  para a publicação dos tomos III e IV, que são publicados em 1953 e em 1957, respectivamente; seguiu o trabalho, publicando o tomo  V em 1963 e um suplemento em 1969. A obra realizada por ambos resultou num trabalho monumental. 
Em 1972 fundou o "Herbário Nacional da Rep. Dominicana", inaugurado formalmente em 1976 juntamente com a fundação do  "Jardim Botânico Nacional"
Escreveu mais de 80 artigos científicos e livros, como  " La flora de la Española" que aparece entre 1982 e 2000 em nove volumes. 

## Algumas publicações
- Liogier, HA. Notas taxonómicas y ecológicas sobre la flora de Isla de Pinos, 1946
- Liogier, HA. Flora de Cuba, 1962
- Liogier, HA. A Biosystematic Study of North American Thlaspi Montanum and Its Allies, 1971
- Liogier, HA. La flora de la Española: Análisis, origen probable, 1978
- Liogier, HA. Antillean Studies, 1981
- Liogier, HA. Descriptive Flora of Puerto Rico and Adjacent Islands, Bd. 1: Spermatophyta: Casuarinaceae to Connaraceae, 1985
- Liogier, HA. Descriptive Flora of Puerto Rico and Adjacent Islands, Bd. 2: Spermatophyta: Leguminoseae to Anacardiaceae, 1988
- Liogier, HA. Plantas medicinales de Puerto Rico y del Caribe, 1990
- Liogier, HA. Naturalized Exotic Species in Puerto Rico, 1991
- Liogier, HA. Descriptive Flora of Puerto Rico and Adjacent Islands, Bd. 3: Spermatophyta: Cyrillaceae to Myrtaceae, 1994 Editorial UPR, 1994. ISBN 0-8477-2336-4
- Liogier, HA. Descriptive Flora of Puerto Rico and Adjacent Islands, Bd. 4: Spermatophyta: Melastomatacere to Lentibulariaceae, 1995
- Liogier, HA; M Mejía. 1997. Una nueva especie de Calyptranthes [C. garciae] (Myrtaceae) para la Isla Española. Moscosoa 9: 8-11
- Liogier, HA; M Mejía. 1997. Una nueva especies de Myrcia [M. majaguitana] (Myrtaceae) para la Isla Española. Moscosoa 9: 18-21
- Liogier, HA. Descriptive Flora of Puerto Rico and Adjacent Islands, Bd. 5: Spermatophyta: Acanthaceae to Compositae, 1997
- Liogier, HA. Flora of Puerto Rico and Adjacent Islands: A Systematic Synopsis, 1999

### Livros
- Liogier, HA. 1996. La flora de la Española. VIII. Universidad Central del Este [San Pedro de Macoris, República Dominicana] Vol. 72, Ser. Ci. 29: 1-588

## Homenagens
Em sua honra foram nomeados:
- as espécies:
  - Miconia alainii da família Melastomataceae
  - Terpsichore liogieri
  - Scolosanthus liogieri
  - Eleocharis liogieri
  - Psychotria liogieri
- o "Parque Dominicano Alain Henri Liogier"